# Píchoš hrozný
Píchoš hrozný (Encephalartos horridus) je druh cykasu z čeledi zamiovité. Tento druh se díky barvě listů řadí mezi skupinu tzv. modrých cykasů, velmi atraktivních a proto i ohrožených cykasů. Pochází z jihoafrického Kapska.

## Etymologie
Rodový název Encephalartos pochází z řeckých slov en (uvnitř, v), kephali (hlava) a artos (chleba), poprvé použitých německým botanikem Lehmannem. Název vychází ze skutečnosti, že z rostliny se získávala hmota na pečení chleba (nepravé ságo).
Prvním pojednáním o tomto druhu v češtině byl text ve Wšeobecném rostlinopise z roku 1846. J.S.Presl zde pojmenoval i rod Encephalartos jako píchoše. Druhu E. horridus přidělil jméno píchoš hrozný.:

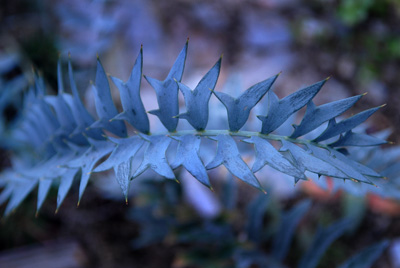
List v pražském skleníku Fata Morgana

## Popis
Jedná se o menší a spíše přízemní druh cykasu. Kmen vzrostlé rostliny píchoše hrozného dorůstá výšky mezi 50 cm a 1 m in a průměru 20 až 30 cm. Listy jsou velké, zpeřené a často tak tvrdé, že si je nezkušené oko může splést s plastem. Lístky jsou nečleněné a většinou se třemi hroty. Listy mají obvykle atraktivní namodralou barvu, nicméně existují i zelené varianty.

## Rozšíření
Píchoš hrozný je endemit východního Kapska v jižní Africe.

## Ochrana
Jedná se o chráněnou rostlinu jejíž přežití je v přírodě ohroženo. Píchoš hrozný je zapsán na hlavním seznamu CITES I, který kontroluje obchod s ohroženými druhy - jak s rostlinami, tak i jejich semeny.